# Ernst Ludwig von Aster (General)

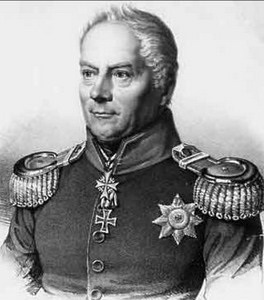
General der Infanterie Ernst Ludwig von Aster

Ernst Ludwig von Aster, bis 1844 Ernst Ludwig Aster (* 5. Oktober 1778 in Dresden; † 10. Februar 1855 in Berlin) war ein preußischer General der Infanterie, der maßgeblichen Anteil an der Errichtung der preußischen Festungsanlagen in der Rheinprovinz hatte.

## Familie
Ernst Ludwig war der Sohn des kursächsischen Generalmajors und Chef des Ingenieurkorps Friedrich Ludwig Aster († 16. Dezember 1804 in Dresden) und dessen Ehefrau Susanne Ludowika Hennigs († 27. Juli 1817 in Dresden).
Er war in erster Ehe (⚭ Dresden 30. November 1809) mit Jeannette Rudolfine von Raußendorf (* 21. Oktober 1784 in Königstein; † 20. Mai 1817 in Ehrenbreitstein) und in zweiter Ehe seit 9. Januar 1821 mit Marie von Brandt (* 9. Dezember 1795 in Leipzig; † 19. November 1874 in Berlin) verheiratet. Aster wohnte zuletzt in Berlin, Potsdamerstr. 19, wo er am 10. Februar 1855 verstarb. Die Beisetzung erfolgte auf dem Schöneberger Friedhof, Abt. 1 R. 7, Nr. 4. Sein Grabmal blieb erhalten und wurde 1996/97 im Auftrag der Stiftung Historische Kirchhöfe und Friedhöfe in Berlin-Brandenburg restauriert. Der General hatte sieben Kinder, darunter:
- Marie ⚭ Franz Commer (1813–1887), Musikwissenschaftler
- Ernst Rudolph, preußischer Geheimer Oberregierungsrat

## Militärkarriere
Vor seinem Studium an der Militär-Ingenieurakademie in Dresden erhielt Aster Unterricht durch Privatlehrer. Am 4. August 1794 trat er als Unteroffizier in das sächsische Ingenieurkorps ein. Mit der Beförderung zum Unter-Leutnant (18. April 1800) wurde er als Adjutant zu seinem Vater, dem Kommandeur des Ingenieurkorps, versetzt. Seine Ernennung zum Premierleutnant (16. November 1804) war mit der Abkommandierung zu einer Vermessungseinheit verbunden, mit der 1806 am Feldzug gegen Frankreich (Schlacht bei Jena) teilnahm.
Nach seiner Beförderung zum Kapitän im Generalstab (12. Oktober 1809) war er an der Niederlegung der Dresdener Festungswerke beteiligt und erarbeitete einen neuen Befestigungsplan für Torgau, den er persönlich Napoleon vorlegte. Es folgte daraufhin die Ernennung zum Major sowie zum Direktor der Planungskammer (24. Juni bzw. 10. November 1811) und 1812 der Feldzug gegen Russland, an dem er als stellvertretender Generalstabschef des Korps Reynier teilnahm. Als Oberstleutnant (26. Januar 1813) berief ihn Johann Adolf von Thielmann, Gouverneur von Torgau, zu seinem Generalstabschef (26. Februar 1813). Bereits im Mai 1813, nach der Schlacht bei Großgörschen, baten beide um die Entlassung aus sächsischen Diensten.
Im alliierten Hauptquartier in Bautzen erhielt Aster eine Anstellung im russischen Generalstab, führte kurzzeitig eine Kosakenabteilung und nahm an den Kämpfen bei Bautzen und Leipzig teil. Anfang Dezember 1813 wurde er Generalquartiermeister im III. Deutschen Bundesarmeekorps unter dem Kommando des Herzogs Karl August von Sachsen-Weimar.
Nach dem Pariser Frieden übernahm General Johann Adolf Freiherr von Thielmann das Korps und Aster wurde zum Generalstabschef ernannt. Das Korps erhielt wenig später den Unterstellungsbefehl zur Armee des Niederrheins unter Oberbefehl des preußischen Generals von Kleist und wurde zum 25. Juni 1814 in den Raum Bonn-Koblenz mit Hauptquartier in Koblenz verlegt. Dort verfasste Aster, zwischenzeitlich (16. März 1814) zum russischen Oberst ernannt, im Juli 1814 eine Denkschrift über die zukünftige Bedeutung von Koblenz als Großfestung innerhalb eines neuen Befestigungssystems gegen Frankreich. Anfang 1815 verlegte das Korps in den Raum Köln. Bei der anschließenden Aufteilung der sächsischen Armee in einen preußischen und einen verbleibenden sächsischen Teil trat Oberst Aster mit Allerhöchster Kabinettsorder vom 6. Februar 1815 in preußische Dienste über.
Aster wurde Generalstabschef des II. preußischen Korps unter dem Kommando von General von Kleist (später General von Borstell bzw. General von Pirch) und nahm an den Schlachten von Ligny und Belle-Alliance (Waterloo) sowie an den Belagerungen mehrerer französischer Grenzfestungen teil. Als Generalmajor (4. Oktober 1815) übernahm er Anfang 1816 die Stelle des Oberbrigadiers der 3. Ingenieur-Brigade (1821 in Ingenieur-Inspektion umbenannt) in Ehrenbreitstein und leitete dort in Zusammenarbeit mit dem Generalinspekteur der preußischen Festungen, General der Infanterie Gustav von Rauch, den Aufbau der Großfestung Koblenz.

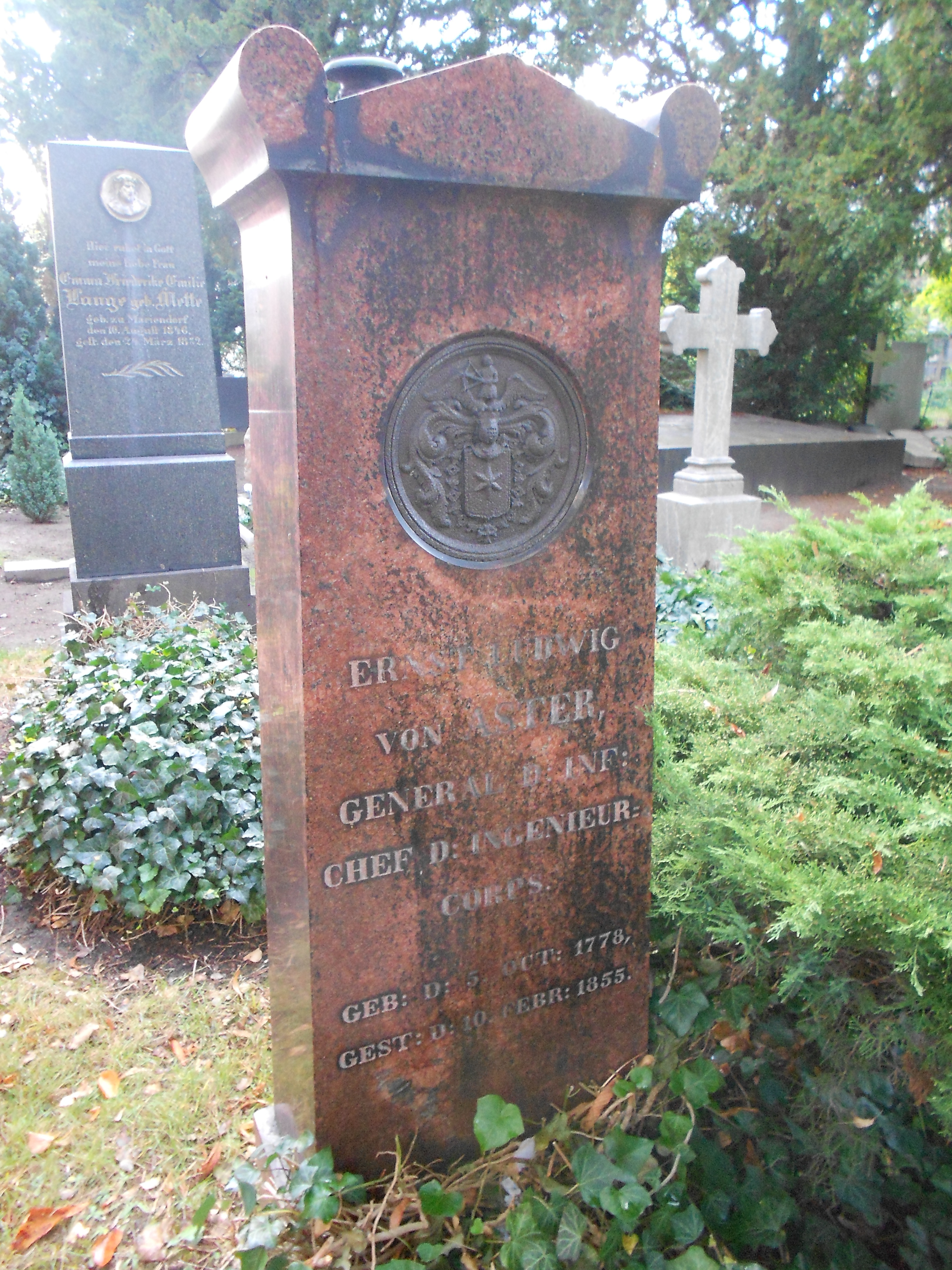
Grabstein auf dem Friedhof der Dorfkirche Schöneberg in Berlin

Am 1. Mai 1826 wurde Aster zum Kommandanten der Festung Koblenz–Ehrenbreitstein und am 30. März 1827 zum Generalleutnant ernannt. Aster verließ 1837 Koblenz und ging nach Berlin, wo er als Nachfolger des Generals der Infanterie Gustav von Rauch die Stelle des Chefs der Ingenieure und Pioniere, des Generalinspekteurs aller preußischen Festungen (24. August 1837) übernahm sowie Kurator der Artillerie- und Ingenieurschule und Mitglied des preußischen Staatsrats (2. Oktober 1837) wurde. Am 31. März 1842 zum General der Infanterie befördert, erhielt er am 30. Januar 1849 seinen erbetenen Ruhestand.
In seinen Lebensjahren wohnte Aster zurückgezogen in Schöneberg bei Berlin. Dort starb er am 10. Februar 1855 nach längerem Krankenlager im Alter von 76 Jahren. Die Beisetzung fand am 14. Februar auf dem Kirchhof der Dorfkirche Schöneberg statt. Auf der erhaltenen Grabstätte steht ein Grabstein aus rot-braunem Granit, der an der Vorderseite ein Wappenmedaillon aus Zinn trägt.

### Bedeutung für den Festungsbau
Aster war einer der führenden Festungsbauingenieure in der ersten Hälfte des 19. Jahrhunderts. Das Grundkonzept der Großfestung Koblenz, mit der Verlagerung der Schwerpunkte auf die Karthause (Werk Alexander) und auf den Petersberg (Werk Franz) gehen auf ihn zurück. Er nahm ebenfalls Einfluss auf die Ausgestaltung der Großfestung Köln. 1838 erarbeitete er im Auftrag des Zaren Nikolaus I. einen Befestigungsplan für Modlin. Mit Allerhöchster Kabinettsorder vom 9. Dezember 1841 wurde er in eine Kommission betreffend Festungsfragen in Ostpreußen berufen und konnte damit gegen Ende seiner Laufbahn noch an Entwürfen zur Festung Königsberg (hier beispielsweise die beiden Montalembertschen Türmen, Dohna und Wrangel), an der Defensionskaserne Kronprinz sowie an der Festung Boyen mitwirken.
Das Baubüro Asters in der Festung Ehrenbreitstein, unterhalb Fort Helfenstein in einer kleinen Kasematte, blieb erhalten und kann von außen bei Begehung des „General-Aster-Weges“ besichtigt werden. Der dort ehemals aufgestellte Schreibtisch des Generals befindet sich im Besitz der Bundeswehr (Rhein-Kaserne, Ausstellungsraum zur Neuendorfer Flesche).

## Auszeichnungen

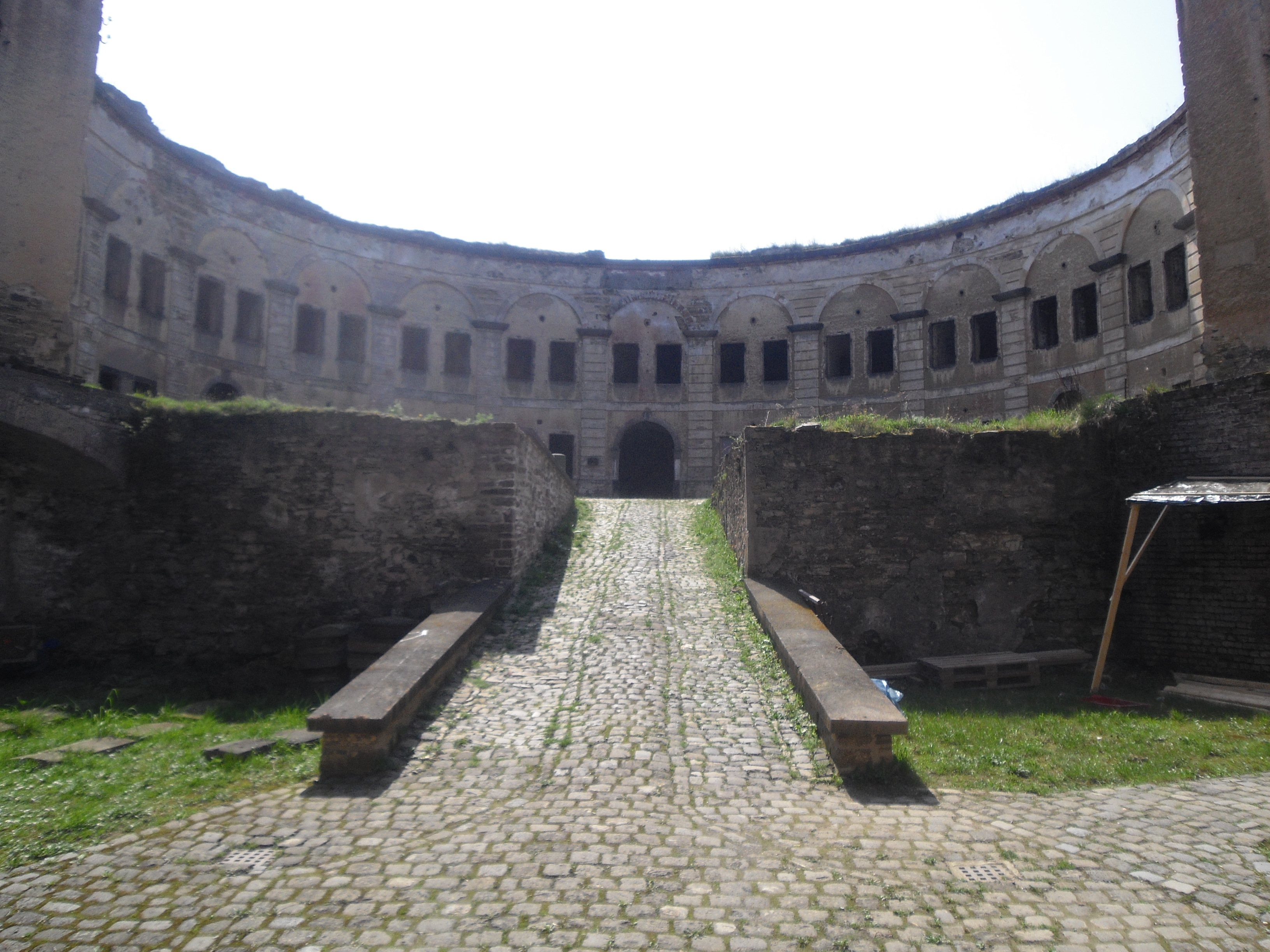
Fort Asterstein

- Preußen: Orden Pour le Mérite am 8. Dezember 1813, Eisernes Kreuz II. Klasse, Dienstauszeichnungskreuz.

Am 18. Januar 1844 erhielt Aster den Schwarzen Adlerorden, womit gleichzeitige die Erhebung in den preußischen Adelsstand für sich und seine Nachkommen verbunden war. Das Familienwappen zeigt in Blau einen silbernen Stern. Auf dem gekrönten Helm mit blau-silbernen Decken (so nach Janecki; dem Siebmacher nach sind die Decken blau-gold u. rot-silber) ein wachsender, rechts gekehrter blau-gekleideter Bogenschütze zwischen offenem schwarzen Fluge. Der Wahlspruch lautet: „Gott ist groß“.
- Sachsen: Ritterkreuz des Militär-St.-Heinrichs-Ordens 1812
- Frankreich: Ritter der Ehrenlegion 1812
- Russland: Orden des Heiligen Wladimir III. Klasse, Orden der Heiligen Anna I. Klasse mit Brillanten, 1813, Ehrendegen der Tapferkeit
- Baden: Kommandeur des Militär-Karl-Friedrich-Verdienstordens

König Friedrich Wilhelm IV. genehmigte 1847 für das Hauptwerk der Festungsanlagen auf der Pfaffendorfer Höhe in Koblenz die neue Bezeichnung Fort Asterstein. Mitte des 20. Jahrhunderts bürgerte sich der Name Asterstein für die umliegenden Wohngebiete immer mehr ein, so dass der Stadtrat in seiner Sitzung vom 22. Oktober 1981 dem Stadtteil offiziell den Namen Asterstein gab. Der Scheitelstein des feldseitigen Rundbogens am Grabentor der Festung Ehrenbreitstein trägt seinen Namenszug.

## Werke
- Aus der Reihe: Nachgelassene Schriften:

Band 1: Zur Kriegstheorie. Teil 1: Gedanken über eine Umgestaltung der heutigen Kriegstheorie Berlin 1856 (Digitalisat).
Band 2: Zur Kriegstheorie. Teil 2: Entwurf zu einem System der Kriegslehre. Berlin 1856.
Band 3: Gedanken über eine systematische Militair-Geographie. Berlin 1857 (Digitalisat).
Band 4: Abriß der Geschichte des Erziehungswesens im Hinblick auf das Bedürfniß einer Umgestaltung der heutigen Militair-Unterrichts- und Bildungs-Anstalten. Berlin 1857 (Digitalisat).
Band 5: Der Ingenieur-Unterricht und seine heutigen Erfordernisse oder: Gedanken über die wissenschaftliche Bildung des Ingenieur-Offiziers. Berlin 1861.
(Band 1–5 in 2. Auflage 1878 in Berlin erschienen)
- Gerd Eilers (Hrsg.): Betrachtungen und Urtheile des Generals der Infanterie E. L. v. Aster über die politischen, kirchlichen und pädagogischen Partei-Bewegungen unseres Jahrhunderts. Band 1 und 2. Saarbrücken 1858 (Digitalisat, Band 1 Digitalisat, Band 2).
- Eduard von Aster (Hrsg.): Kurzer Lebens-Abriß des weil. königlich-preußischen General's Ernst Ludwig von Aster (nach Aufsätzen, Briefen, Aufzeichnungen etc. des General's, nebst einem Anhang, bestehend aus 3 in neuerer Zeit von E. L. v. Aster verfaßten Aufsätzen politischen Inhalts). Berlin 1878.